# Dorothea Krag
Dorothea Krag, född den 27 september 1675, död 10 oktober 1754, var en dansk generalpostmästare och adelsdam. 
Änka först efter baron Jens Juel, sedan efter greve Christian Gyldenløve till Gisselfeld, som haft intäkterna från generalpostmästarämbetet, tillförsäkrades även hon intäkterna från ämbetet från 1703 fram till 1711. Detta skulle vara en rent formell position, men hon skulle komma att utöva ämbetet även reellt, vilket var unikt för hennes kön. Hon reformerade ämbetet 1705, och införde uniformer och singalhorn 1709. 1715 gifte hon om sig med kammarherre H.A. Ahlefeldt av danska släkten Ahlefeldt.